# Semenichté
Semenichté ou Semenište (en macédonien Семениште, en albanais Semenishti) est un village situé à Saraï, une des dix municipalités spéciales qui constituent la ville de Skopje, capitale de la Macédoine du Nord. Le village comptait 565 habitants en 2002. Il se trouve sur la rive est de la Treska, à 13 kilomètres de Skopje. Il se trouve au sud de l'autoroute qui relie Skopje à Tetovo et il est construit sur le flanc nord du mont Vodno. Il est majoritairement albanais.

## Démographie
Lors du recensement de 2002, le village comptait :
- Albanais : 557
- Macédoniens : 1
- Bosniaques : 1